# Cuba (Illinois)
Cuba és una població dels Estats Units a l'estat d'Illinois. Segons el cens del 2000 tenia 1.418 habitants.

## Demografia
Segons el cens del 2000, Cuba tenia 1.418 habitants, 552 habitatges, i 384 famílies. La densitat de població era de 1.013,9 habitants/km².
Dels 552 habitatges en un 30,1% hi vivien nens de menys de 18 anys, en un 54,5% hi vivien parelles casades, en un 12,3% dones solteres, i en un 30,4% no eren unitats familiars. En el 27% dels habitatges hi vivien persones soles el 13% de les quals corresponia a persones de 65 anys o més que vivien soles. El nombre mitjà de persones vivint en cada habitatge era de 2,48 i el nombre mitjà de persones que vivien en cada família era de 2,98.
Per edats la població es repartia de la següent manera: un 25,9% tenia menys de 18 anys, un 7,5% entre 18 i 24, un 26,2% entre 25 i 44, un 21,2% de 45 a 60 i un 19,3% 65 anys o més.
L'edat mediana era de 38 anys. Per cada 100 dones de 18 o més anys hi havia 82,5 homes.
La renda mediana per habitatge era de 30.682 $ i la renda mediana per família de 35.952 $. Els homes tenien una renda mediana de 31.522 $ mentre que les dones 19.519 $. La renda per capita de la població era de 16.608 $. Aproximadament el 8,4% de les famílies i el 9,8% de la població estaven per davall del llindar de pobresa.

## Poblacions més properes
El següent diagrama mostra les poblacions més properes.